# Saboyá
Saboyá è un comune della Colombia facente parte del dipartimento di Boyacá.
Il centro abitato venne fondato da Pedro de Galeano nel 1556.